# عبد الحي شعبان
محمد عبد الحى محمد شعبان (اشتهر أكاديميا بالاسم المختصر: M.A. Shaban ؛ 1926 - 6 فبراير 1992) «باحث ومؤرخ، صاحب كتاب التاريخ الإسلامي: تفسير جديد»

## حياته
محمد عبد الحي محمد شعبان M.A. Shaban مؤرخ وأكاديمي «بريطاني_مصري، من أصل عراقي»، ولد 1926 في القاهرة، وكان جده «شعبان الموصلي» تاجرا عراقيا من مدينة الموصل أستقر به المقام في مصر وتوفي فيها، يرتبط بصلة قربى مع المؤرخ صالح أحمد العلي وكانا على علاقة متينة حيث جمعهما صلة القربى والأختصاص، يحمل الجنسيات المصرية والعراقية والبريطانية، ويتقن اللهجتين المصرية والعراقية معا، وعلى صلة متينة بالمؤرخ الموصلي فاروق عمر فوزي وكان بينهما تعاون علمي، تخرج في الكلية العسكرية المصرية في مصر، وأشترك في حرب فلسطين سنة 1948، هاجر من مصر بسبب الأوضاع السياسية المضطربة أيامه وتفرغ للدراسة والعمل الأكاديمي، حصل على الدكتوراه، عام 1960، من جامعة هارفرد، وكانت أطروحته «الثورة العباسية في خراسان»، تحت إشراف البروفسور هاملتون جب. أطروحة الدكتوراه تطورت لتصبح كتابه «ثورة العباسيين» الذي نشره في 1970. درّس في كمبردج وأكسفورد ولندن واكسترا، وأستاذا زائرا بجامعات طهران والإمارات وبغداد والموصل ودمشق والقرويين. له دور كبير في إعادة تفسير التاريخ الإسلامي وكتابته من جديد وتعد أعماله من أهم المراجع في التاريخ العربي الإسلامي وأغلب كتبه كتبت باللغة الإنكليزية وطبعت في مطابع جامعة كمبردج، وكان يرى نفسه مؤرخا مصري القلب عراقي الروح.

### الكتابة التاريخية ومنهج مختلف
محمد عبد الحي شعبان، تجرأ، فأضاف إلى العنوان: «التاريخ الإسلامي: تفسير جديد»، مستفزاً بذلك ليس فضول القارئ، وإنما المؤرخ الذي قطع مراحل في هذا الاتجاه. وأول ما يراوده سؤال: هل ثمة تفسير للتاريخ، على نحو ما كان من تفاسير للقرآن والحديث؟ وبمعنى أكثر تحديداً، هل يحتاج التاريخ إلى تفسير أو إلى قراءة نقدية معمقة، مشبوكة بثقافة متنوعة، تبدأ باللغة ولا تنتهى عند حد في العلوم الإنسانية؟ كل ذلك لا يسوغ أو بالأحرى لا يطابق هذه المفردة، والمؤرخ شعبان بدوره لم يدخل في هذه المنظومة أو يقترب من ضفافها، إذ هي أساساً في محلها المناسب. على أن شعبان بمنأى عن أي توصيف، حقق دراسة رصينة لمرحلة صعبة، وهي مؤسسة على النقد، ورصد الإشكالية بوعى لماح، وإن شابت المنهج بين حين وآخر، أفكار أخلت به طريقاً لاكتناه حقائق أو مقاربات لها.
من يستطيع الفصل بين «الحقيقة والأسطورة» في مصادر التاريخ الإسلامي؟ ولكن المؤرخ من خلال موروثه الثقافى أكثر اكتناهاً لهذه المسألة. وليس أمامه خيار سوى الإبحار في النص الذي برغم صغراته، فإنه لا مفر من العودة اليه واستلال المعطيات التاريخية وليس الدينية منه. والمؤرخ، حين إذا بأدواته، قادر على التمييز أو الفصل بين المدخول والمؤسطر، وبين مرويات لا تحلو من الشكوك أو تقع في دائرة الأخيرة، ويبدو ان عاملين أثرا في التكوين الثقافى التاريخى لشعبان: الأول، انه مر بتجربة عسكرية، رقى فيها إلى رتبه ضابط، ما كان وراء بعض احكامه المتشددة، أو تفسيرات اقرب إلى التأويل والثاني: النفس الاستشراقي الواضح في الكتاب، ويبدو ذلك خصوصا في التوكؤ احياناً على مؤرخين غربيين مثل كيستر ووات وبلييايف في موضوعه «الإيلاف»، وهذا ينطبق على طرحه حول العباسيين والفاطميين فهو بذلك قدم مادة رصينة وتقييم جديد وعده بعض الباحثين جزء من المدرسة التاريخية العربية الحديثة في كتابة التاريخ بقامة عبد العزيز الدوري وصالح احمد العلي.
وكانت جرأة «شعبان» في تصدية لمرحلة كتب فيها عشرات المؤرخين والقليلون من حقق عملاً جيداً، أو استبر المرحلة إلى اعماقها، أما شعبان فقد وجد الكثير ليضيفه ويبدع فيه، والعقل ما اهتدى به غالباً في مقاربته الحقيقية.

### أهم المؤلفات
- كتابه التاريخ الإسلامي تفسير جديد:
- الكتاب الأول: صدر الإسلام والدولة الأموية pdf.
- الكتاب الثاني: الدولة العباسية_الفاطميون pdf.
- كتاب الثورة العباسية «أطروحته للدكتوراه» ترجمة: عبد المجيد حسيب القيسي، عالم الكتب للطباعة والنشر والتوزيع، بيروت 1998.[11]

## وفاته
في 6 شباط/ فبراير سنة 1992 توفي في القاهرة الدكتور محمد عبد الحي محمد شعبان بعد عمر طويل أمضاه في بريطانيا.

## تعينه بالجامعة
«جمهورية مصر العربية — قرار رئيس الجمهورية رقــم 533 لسنة 1961 — بتاريخ 4 / 6 / 1961»
بشأن تعيين الدكتور محمد عبد الحي شعبان استثناء من أحكام القانون رقم 210 لسنة 1951.
المادة (): بعد الاطلاع على الدستور المؤقت؛ وعلى القانون رقم 210 لسنة 1951.
المادة (1): عين الدكتور محمد عبد الحي شعبان الحاصل على ليسانس الآداب سنة 1954 والدكتوراه في التاريخ من جامعة هارفرد، أستاذا جامعيا.
المادة (2): على وزير التربية والتعليم تنفيذ هذا المرسوم.
```
التوقيع: 
جمال عبد الناصر
 - رئيس الجمهورية العربية المتحدة.
[
14
]
```

## جدل الانتماء
قال الدكتور قحطان الحديثي:«يتنافس على نِسبة المؤرخ شعبان ثلاثة أوطان، هي بلاد النيل، وبلاد الرافدين، وبلاد الإنجليز، فهو قد وُلِد في القاهرة وشرب من نيلها ونشأ على ضفافه ودرس في مدارسها، وأصله من الموصل في بيتٍ عريقٍ من بيوت العلم والتجارة وكان يفاخر بموصليته وحبه لدجلتها، وعاش القسم الأكبر من حياته في لندن وتربع على عرش الدراسات التاريخية فيها؛ فلا جرم أن تتفتح الأبواب للتنافس عليه؛ بحجة من الحجج، لكل منافس يحرص على هذه الدرة النفيسة، وإنها في الحق لذخيرة للمدرسة التاريخية العربية الحديثة».